# Philosepedon parifurcus
Philosepedon parifurcus är en tvåvingeart som beskrevs av Quate 1996. Philosepedon parifurcus ingår i släktet Philosepedon och familjen fjärilsmyggor.
Artens utbredningsområde är Costa Rica. Inga underarter finns listade i Catalogue of Life.